# Onorificenze egiziane
Elenco delle onorificenze e degli ordini di merito e cavallereschi distribuiti dall'Egitto dalla sua fondazione ai giorni nostri.

## Regno d'Egitto

### Ordini cavallereschi
| Nastro | Onorificenza                            |
| ------ | --------------------------------------- |
|        | Ordine di Mohammed Ali                  |
|        | Collare di Fuʾād I                      |
|        | Ordine della Stella Militare di Fu’ād I |
|        | Ordine di Ismail                        |
|        | Ordine del Nilo                         |
|        | Ordine dell'agricoltura                 |
|        | Ordine della cultura                    |
|        | Ordine dell'industria e del commercio   |
|        | Ordine delle Virtù                      |

### Ordini cavallereschi indipendenti o privati tollerati
| Nastro | Onorificenza        |  |
| ------ | ------------------- |  |
|        | Ordine di San Marco |  |

### Medaglie e decorazioni di merito
| Nastro | Onorificenza                                    |
| ------ | ----------------------------------------------- |
|        | Medaglia per servizio meritorio                 |
|        | Medaglia per la devozione al dovere             |
|        | Medaglia di benevolenza                         |
|        | Medaglia della Palestina                        |
|        | Medaglia del centenario di Muhammad Ali         |
|        | Medaglia del Ministero dell'Istruzione Generale |

## Repubblica d'Egitto

### Ordini cavallereschi
| Nastro | Onorificenza                          |
| ------ | ------------------------------------- |
|        | Ordine del Nilo                       |
|        | Ordine della Repubblica               |
|        | Ordine militare della Repubblica      |
|        | Ordine dell'Indipendenza              |
|        | Ordine al merito                      |
|        | Ordine dell'agricoltura               |
|        | Ordine della cultura                  |
|        | Ordine dell'industria e del commercio |
|        | Ordine dello sport                    |
|        | Ordine delle Virtù                    |

### Medaglie e decorazioni di merito
| Nastro | Onorificenza                         |
| ------ | ------------------------------------ |
|        | Medaglia militare al coraggio        |
|        | Medaglia per la formazione militare  |
|        | Medaglia per anzianità di servizio   |
|        | Medaglia per feriti in combattimento |
|        | Medaglia di distinzione              |

## Repubblica araba d'Egitto

### Ordini cavallereschi
| Nastro | Onorificenza                  |
| ------ | ----------------------------- |
|        | Ordine della Stella del Sinai |

### Medaglie e decorazioni di merito
| Nastro | Onorificenza                                                |
| ------ | ----------------------------------------------------------- |
|        | Medaglia del 6 ottobre 1974                                 |
|        | Medaglia per il 20° anniversario della rivoluzione egiziana |
|        | Medaglia per la liberazione del Kuwait                      |